# 過熱 (相転移)
過熱（かねつ）とは、物質の相変化において、状態変化するべき温度以上でも変化しないでいる状態である。例えば、液体が加熱され、沸点に達しても沸騰せずに液相を保つ状態をいう。水であれば、100°Cを超えても沸騰しない状態を指す。第一種相転移での、準安定状態となる。過熱の逆の現象が過冷却である。
一般的には、物質は固体・液体・気体という三つの相を持ち、どの相となるかは温度、圧力によって決まる。基本的に相は温度が上がるにつれ固体→液体→気体という変化を呈し、その変化する温度をそれぞれ融点、沸点という。しかし、場合によってはその転移点に達しても変化しない場合がある。
例えば液体をゆっくり加熱していき、沸点を超えたのち振動や不純物の混入などの衝撃を加えると、いきなり沸騰する現象が起こる（突沸）。
日常的な場面では、水を電子レンジで温めていくと、突然沸騰し水が飛び出すことがある。また、カレーや味噌汁などのとろみのある食品をよくかき混ぜずに加熱していくと、なべ底に沈んだ味噌の麹などが過熱状態となり局部的な沸騰を起こすこともある。
突沸した際には沸点を超えた液体温度は沸点まで下降する。